# ナングラム
ナングラムは、 ブータン南東部の町である。 ペマガツェル県に位置する。 
人口は5418人（2017年国勢調査）。 